# D.A.F.T.：A Story About Dogs, Androids, Firemen and Tomatoes
《D.A.F.T.：一个关于狗、机器人、消防员和番茄的故事》（英語：D.A.F.T.: A Story About Dogs, Androids, Firemen and Tomatoes），是法国电子音乐二人组蠢朋克于2000年3月28日发布的视频合集。该合集收录了他们1997年专辑《家庭作业》中的六首曲目的音乐视频。虽然其标题源于视频中出现的狗（歌曲《Da Funk》和《Fresh》）、机器人（《Around the World》）、消防员（《Burnin'》）和番茄（《Revolution 909》），但这些音乐视频之间没有任何实际的连贯情节。。
该视频收录了他们备受好评的首张录音室专辑《家庭作业》中的四首单曲和一首专辑曲目。除了专辑曲目《Rollin' & Scratchin'》外，每部音乐视频都包含一部『制作』纪录片，该曲目的音乐视频是加利福尼亚州洛杉矶的现场表演。

## 评分
| 評論得分      | 評論得分  |
| 來源          | 評分      |
| ------------- | --------- |
| Allmovie      | [ 2 ]     |
| The A.V. Club | Favorable |

## 视频曲目列表
- 《Da Funk》

音频评论斯派克·琼兹
《Da Funk》的制作（阿曼德·范赫尔登混音）
狗头的制作（客串收录托马斯·班高尔特的歌曲《On Da Rocks》）
- 《Around the World》

音频评论米歇尔·贡德里
米歇尔·贡德里的音乐视频执导室
《Around the World》的制作（客串Masters at Work混音版）
- 《Burnin'》

音频评论塞布·雅尼亚克
《Burnin'》的制作（客串伊恩·普利《Cut Up》混音）
- 《Revolution 909》

音频评论罗曼·科波拉
《Revolution 909》的制作（客串罗杰·桑切斯混音）
- 《Fresh》

与蠢朋克一起排演《Fresh》
《Fresh》的制作
- 《Rollin' & Scratchin'》（洛杉矶现场）